# یوسف خیفیتس
یوسف خیفیتس (بلاروسی: Іосіф Яўхімавіч Хейфіц؛ ۱۲ آوریل ۱۹۰۵ – ۲۴ مارس ۱۹۹۵) یک کارگردان، و فیلم‌نامه‌نویس اهل اتحاد جماهیر شوروی سوسیالیستی بود.
خیفیتس کارگردان فیلم‌هایی همچون خانواده بزرگ بوده است، وی همچنین برنده جوایزی همچون نشان لنین و جایزه هنرمند مردمی اتحاد جماهیر شوروی شده است.